# Mutuá Mehinaku
Mutuá Mehinaku (12 de setembro de 1980) é um ativista, acadêmico, e político brasileiro do povo Kuikuro, em Gaúcha do Norte, Mato Grosso, Brasil. Mutuá também é professor do ensino funtamental e diretor da Escola Indígena Estadual Central Karibe – Comunidade Kuikúro.
Mehinaku membro do partido Solidariedade (SD) e representa os povos das 38 aldeias do Alto Xingu.

## O povo Kuikuro
O povo Kuikuro habita na região dos formadores do rio Xingu, na Terra Indígena do Xingu. O nome do povo nasceu de um conflito interno entre líderes indígenas e o vem da palavra “kuhi ikugu” que significa lagoa dos peixes kuhi, hoje, mas é pronunciado pelos brancos como Kuikuro. Segundo pesquisas feitas, assentamentos do povo Kuikuro poderiam ter aparecido na região há mais de mil quinhentos anos. Além de uma longa presença na região, os Kuikuro tem uma tradição histórica oral cujos eventos descritos se estendem até o momento em que o primeiro europeu chegou, apesar de ter sido um encontro violento, segundo narram. A tradição oral também está intimamente ligada às crenças indígenas que têm os Kuikuro. As suas crenças envolvem o Xamanismo, usando as histórias orais para explicar os fenômenos do mundo.

## Vida pessoal
Mutuá Mehinaku estudava matemática na sua aldeia e ali o seu professor o animou para se unir a vocação de ensino, mas o português sempre lhe foi um obstáculo. Mutuá recebeu o apoio da sua família, especialmente o seu avô, quem o recomendou estudar na universidade. Ele foi o primeiro na sua comunidade a falar e ensinar português aos demais, e Mutuá sempre o considerou como o seu “primeiro mestre”.

## Pesquisa acadêmica
O desaparecimento das línguas indígenas é também o desaparecimento de diversos conhecimentos. A língua materna de Mutuá Mehinaku tem só 700 falantes e muitos jovens de seu povo preferem falar português, por isso também esta língua corre risco de extinção.

A Fundação Nacional do Índio (Funai) documentou cerca de vinte línguas indígenas em risco da extinção. A ideia surgiu na comunidade no Xingu, no estado do Mato Grosso. Como presidente da Associação Indígena Kuikuro do Alto Xingu, Mutuá Mehinaku diz que foi difícil convencer o povo Xingu ao começar, porque os mais velhos suspeitaram das câmeras. Mas quando lhes foi explicado que tudo era para a preservação da sua língua, eles aceitaram.
“Além de coletar o testemunho verbal dos anciãos, os pesquisadores recrutaram vinte e cinco nativos, que completaram o ensino básico e são bilíngües, para fazer um dicionário e um manual de gramática”.

### O Tetsualü
O Tetsualü é a dissertação escrita em português por Mehinaku e foi apresentada na Universidade Federal do Rio de Janeiro em 2010. A dissertação é descrita pelo autor como uma análise da formação multicultural dos povos indígenas do Alto Xingu em Mato Grosso, prestando uma atenção maior ao plurilinguismo da região. A palavra tetsualü significa “misturado” e é o conceito central do trabalho de Mehinaku, analisando a mistura cultural e histórica que teve lugar na formaçãoda identidade dos indígenas do Alto Xingu. O análise consta em uma abordagem transdisciplinar, entre a antropologia e a linguística, acentuando o elemento reflexivo da antropologia. O elemento reflexivo na análise toma em conta as diferentes perspectivas históricas e a experiência pessoal no entendimento dum povo, tendo em conta, especialmente, aquelas perspectivas nativas e não tanto as pressuposições Européias que poderiam não se aplicar aos povos que não sejam europeus.
A mistura entre as línguas nativas é  investigada em diversas escalas, mas sempre seguindo dois eixos históricos: o amálgama e a diferenciação. O amálgama é apresentado como o produto dos casamentos interétnicos e a mistura e a criação de um novo vernáculo, ainda mais notável nos cantos rituais. A diferenciação é visto na história, principalmente oral, e a cosmologia que tenta explicar como as diferenças dialetais emergiram para distinguir as diferentes etnias e como tomaram parte na identidade de cada tribo. Contudo, Mehinaku indica que as identidades também estão em vias de mudança, seguindo o paradigma estabelecido pela união entre as famílias multiétnicas e suas línguas em uma mistura que já não é completamente a mesma que seus antecedentes.
Mehinaku também determina como a introdução do português no Alto Xingu forma uma parte importante na história da mistura entre as culturas, servindo como um novo meio de comunicação entre povos que antes não mantiveram um contacto estável.

## Ativismo
Mutuá Mehinaku, um professor, foi eleito por seu povo indígena como vereador pelo Solidariedade no município Gaúcha do Norte, no Mato Grosso. Ele quer ajudar a organizar seu povo politicamente, melhorar a educação, e implementar uma Unidade Básica de Saúde (UBS).
O trabalho que está fazendo Mutuá Mehinaku na política tem impactos tanto na representação quanto nos objetivos. Ela agora está assumindo uma influência institutional no seu estado do Mato Grosso para fazer mudanças na política, especialmente abrir espaço para permitir aos indígenas uma presença nas decisões no Governo, porque ele diz que os indígenas nunca foram representados como deveriam ser. Portanto é necessário para os indígenas ter representantes no parlamento para poder garantir uma representação.
Mutuá Mehinaku também segue sendo uma voz para o conhecimento e a preservação das línguas indígenas no Brasil. Ele mesmo é descendente do povo Kuikuro, diz que a sua língua nativa está relativamente segura, mas é preciso incrementar as pesquisas sobre as mais de 1500 línguas nativas no Brasil que têm poucos falantes e podem desaparecer nos próximos anos.